# Oracle Challenger Series – Indian Wells 2018
Die Oracle Challenger Series – Indian Wells 2018 war ein Tennisturnier der WTA Challenger Series 2018 für Damen sowie ein Tennisturniers der ATP Challenger Tour 2018 für Herren, welches zeitgleich vom 26. Februar bis 4. März 2018 in Indian Wells ausgetragen wurde.

## Damenturnier
→ Qualifikation: Oracle Challenger Series – Indian Wells 2018/Damen/Qualifikation